# NGC 4121
NGC 4121 هي مجرة إهليلجية قزمة تقع في كوكبة التنين (كوكبة).

## وصلات خارجية
- NGC 4121 على موقع ويكي سكاي: DSS2, SDSS, GALEX, IRAS, Hydrogen α, X-Ray, Astrophoto, Sky Map, Articles and images